# Institute of Physics

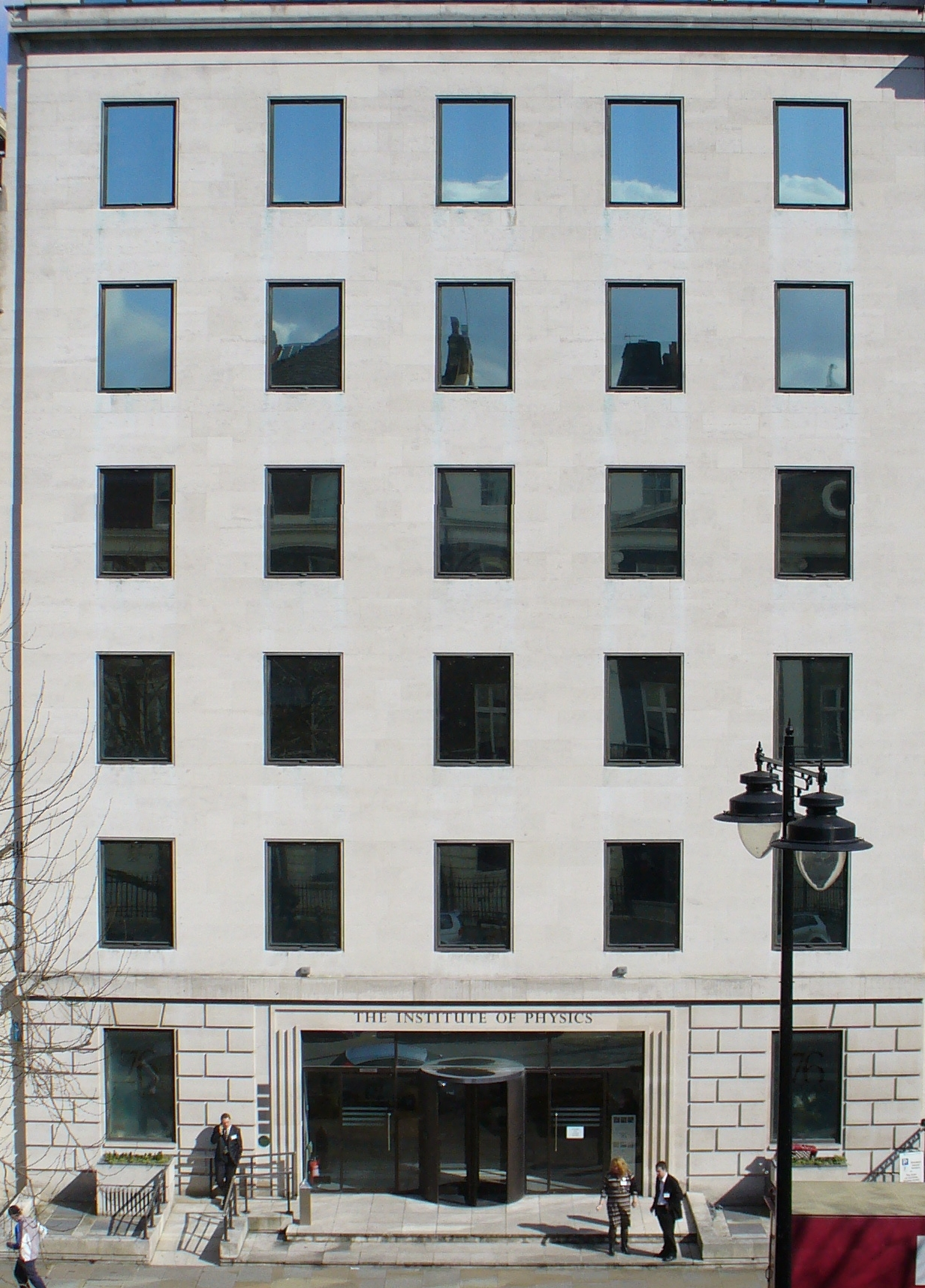
Das Hauptgebäude in Portland Place

Das Institute of Physics (Abkürzung IOP; englisch für Physikinstitut) ist Großbritanniens und Irlands Hauptberufsverband für Physiker. Die Organisation wurde 1874 als Physical Society of London gegründet und hat weltweit über 34.000 Mitglieder. Die formelle Gründung als „professionelle Gesellschaft für Physiker“ erfolgte dann im Jahr 1920. Hauptsitz der Organisation ist in Bristol. Das IOP startete die Website Physics.org, einen Onlineführer für Physiker, der Stand 2023 jedoch nicht mehr aktiv ist. Das IOP bietet den Mitgliedern diverse Leistungen an, wie beispielsweise Karriereberatungen.
Das IOP ist (Stand 2023) in die folgenden Bereiche (in Eigenschreibweise) unterteilt:
- IOP Institute of Physics, die Organisation
- IOP Publishing, Fachverlag des IOP
- IOPscience, online-Service für Publikationen von IOP Publishing, Plattform für Journals und E-Books
- Physics World, Mitgliedermagazin

Physics World ist das Mitgliedermagazin des IOP, das unter anderem Physiknachrichten und Stellenangebote publiziert. Zusammen mit der DPG vergibt das IOP jährlich den Max-Born-Preis. Die Dirac-Medaille (IOP) ist eine jährlich von ihr verliehene hohe Auszeichnung in theoretischer Physik. Das Institute vergibt ferner die mit 1000 Pfund dotierte Isaac-Newton-Medaille für herausragende Leistungen in der Physik und unter anderem die Mott-Medaille, die Maxwell-Medaille, die Rayleigh-Medaille, die Faraday-Medaille (bis 2008 Guthrie-Medaille), die Glazebrook Medal, die Fred Hoyle Medal and Prize, die Thomas Young Medal and Prize, Dennis Gabor Medal and Prize (bis 2008 Duddell Medal and Prize), die Kelvin Medal und die Swan Medal.
Gemeinsam mit der Königlich Schwedischen Akademie der Wissenschaften gibt das IOP im Auftrag der Wissenschaftsakademien und Physik-Gesellschaften der skandinavischen Länder die Zeitschrift Physica Scripta heraus.
Anlässlich seines Gründung feierte das IOP im Jahr 2020 sein Zentenarium.